# 6335 Nicolerappaport
A 6335 Nicolerappaport (1992 NR) a Naprendszer kisbolygóövében található aszteroida. Helin és Alu fedezte fel 1992. július 5-én.